# 合金工具鋼
合金工具鋼（ごうきんこうぐこう、英語: alloy tool steel）とは、炭素工具鋼にタングステン、モリブデン、クロム、シリコン、バナジウム、ニッケル等を加えて性質を向上させた工具鋼の一種である。添加物の組成によって32種類の規格が存在する。現在の実用工具鋼のなかで主流をなしているため「工具鋼」といえば合金工具鋼を指すのが一般化している。
JIS（日本産業規格）では、耐衝撃用・冷間金型用・熱間金型用に分けている。主流は、冷間金型用・熱間金型用・切削工具用の材料で大量に使用され、これらのグループを高合金工具鋼、それ以外を低合金工具鋼と呼ぶ場合がある。最近では、金型以外のものを SKS、金型用を SKD と呼び、材料記号は左記アルファベットで始まる記号で表記される。なお、SKS は Steel Kogu Special の略で、SKD は Steel Kogu Dice の略。金型用鋼、またはダイス鋼と称する。